# Astragalus schizopterus
Astragalus schizopterus är en ärtväxtart som beskrevs av Pierre Edmond Boissier. Astragalus schizopterus ingår i släktet vedlar, och familjen ärtväxter. Inga underarter finns listade i Catalogue of Life.